# Distretto di Astrahan
Il distretto di Astrahan (in kazako: Астрахан ауданы) è un distretto (audan) del Kazakistan con  capoluogo Astrahan.